# 约恩·埃尔斯特
约恩·埃尔斯特（英語：Jon Elster，1940年2月22日—），挪威分析马克思主义哲学家和政治理论家，哥伦比亚大学罗伯特·K·默顿社会科学教授。1972年从巴黎高等师范学院获社会科学博士学位，曾在巴黎大学、奥斯陆大学和芝加哥大学任教，于1984年成为政治学教授。1995年起，担任哥伦比亚大学罗伯特·K·默顿社会科学教授职位，并自2005年起担任法国学院社会科学教授职位。 埃尔斯特在社会科学哲学和理性选择理论方面著述丰富。基于行为和心理学理论，对新古典经济学和公共选择理论持批评态度。2016年，他因其对政治科学的贡献而被授予第22届约翰·斯基特政治科学奖。